# Koterij
Koterijen zijn schuurtjes, hokken en duivenhokken die aan de achterzijde van woonhuizen worden aangebouwd. Deze ongestructureerde bouwwerkjes zijn een begrip in Vlaanderen, waar men ze meestal aantreft achter de lintbebouwing langs de hoofdwegen.

## Geschiedenis

### Kleinere woningen
Het fenomeen koterij is voortgevloeid uit een intussen wat achterhaalde visie op wonen. Enkele decennia geleden werden veel bouwplannen voor onder meer een rijtjeshuis, dat de Belgische lintbebouwing zo typeert, als volgt opgevat.
Het ging vaak om kleine arbeiderswoningen met smalle voorgevels waarin op het gelijkvloers slechts een voordeur met daarnaast één raam zat. Degenen die wat kapitaalkrachtiger waren zoals kleine zelfstandigen beschikten op de benedenverdieping eventueel nog over een poort die toegang verschafte tot een werkruimte. Met de opkomst van de auto en het wegvallen van veel oude ambachten zoals smid, kruidenier enz. werden veel van deze ruimtes omgevormd tot garages. Aan de straatzijde telde de eerste verdieping gewoonlijk twee ramen van evenveel slaapkamers.
Destijds werd er vooral in de diepte gebouwd volgens een vaak terugkerend principe. De inkomhal was veelal in feite een vrij lange smalle gang die naar achteren toe liep. Vooraan was er een soort van ontvangstruimte die dienstdeed als beste kamer waarin waardevolle decoratievoorwerpen gaande van beeldjes tot kleine meubelen werden gestald zonder dat in deze voorplaats echt geleefd werd. De leefruimte van deze oude stadshuisjes bevond zich achteraan de woning. Het ging in de meeste gevallen om een zeer eenvoudige keuken die was uitgebreid met een eetplaats en zithoek.
Omdat alles zo krap bemeten was, werd er bijvoorbeeld een bijkeuken of wasplaats (ruimte waar de was met de hand werd gedaan) aangebouwd. Halfweg de vorige eeuw, waren moderne badkamers zoals we die nu kennen zelden voorhanden en was er enkel sprake van een buitentoilet dat op zich ook alweer een stukje koterij ging vormen. Aanpalend werden dan volgens ieders individuele behoeften (bijvoorbeeld huisdieren) extra bijgebouwtjes voorzien.

### Herenhuizen
De ruimere herenhuizen van de middenklasse en rijken hadden fraaiere, soms versierde, voorgevels met grotere ramen en deuren. Er werd daarbij vaak niet enkel in de diepte maar ook in de hoogte gebouwd met gemiddeld twee à vier etages. De zogenaamde koterij aan de achterzijde bestond toen vooral uit leefruimten van het inwonend huispersoneel dat tot halfweg de 20ste eeuw een sterk ingeburgerde leefwijze was bij de betere sociale klassen.

## Heden
Zij die over de nodige financiële middelen beschikken, verbouwen tegenwoordig alle koterij van hun stadshuis en integreren de nieuwbouw in het hoofdgebouw zodat op die manier grotere leefruimtes ontstaan. In welbepaalde gevallen rest er dan nog de mogelijkheid voor een stadstuintje of dakterras.
Gezien de voorbije tientallen jaren een andere kijk op wonen is ontstaan met nieuwe woontrends verdwijnt het fenomeen koterij geleidelijk. Aan de achterzijde van de lintbebouwing duiken steeds vaker grote terrasruiten op die het buitenleven deels naar binnen brengen. De grote lichtinval op zich zorgt al voor heel wat sfeer. Vandaag bestaat er een uitgebreid gamma aan mooie houten berghokken en tuinhuizen in diverse prijsklassen. Meestal wordt hieraan de voorkeur gegeven als stapelplaats voor allerhande materiaal dat niet in kelders, garages of op zolder geplaatst kan worden. Deze houten bijgebouwen worden op een zekere afstand gebouwd en er wordt een tuinpad aangelegd. Bij echte tuinliefhebbers vinden we kleine hobbyserres. Velen willen ook het gevoel hebben dat de tuin een extra leefruimte is door het plaatsen van veranda’s en priëlen.